# 柱序绢毛苣
柱序绢毛苣（学名：Soroseris teres）为菊科绢毛苣属的植物，为中国的特有植物。分布于中国大陆的西藏等地，生长于海拔3,900米至4,250米的地区，多生长在高山草甸和灌丛下，目前尚未由人工引种栽培。